# 圧力鍋

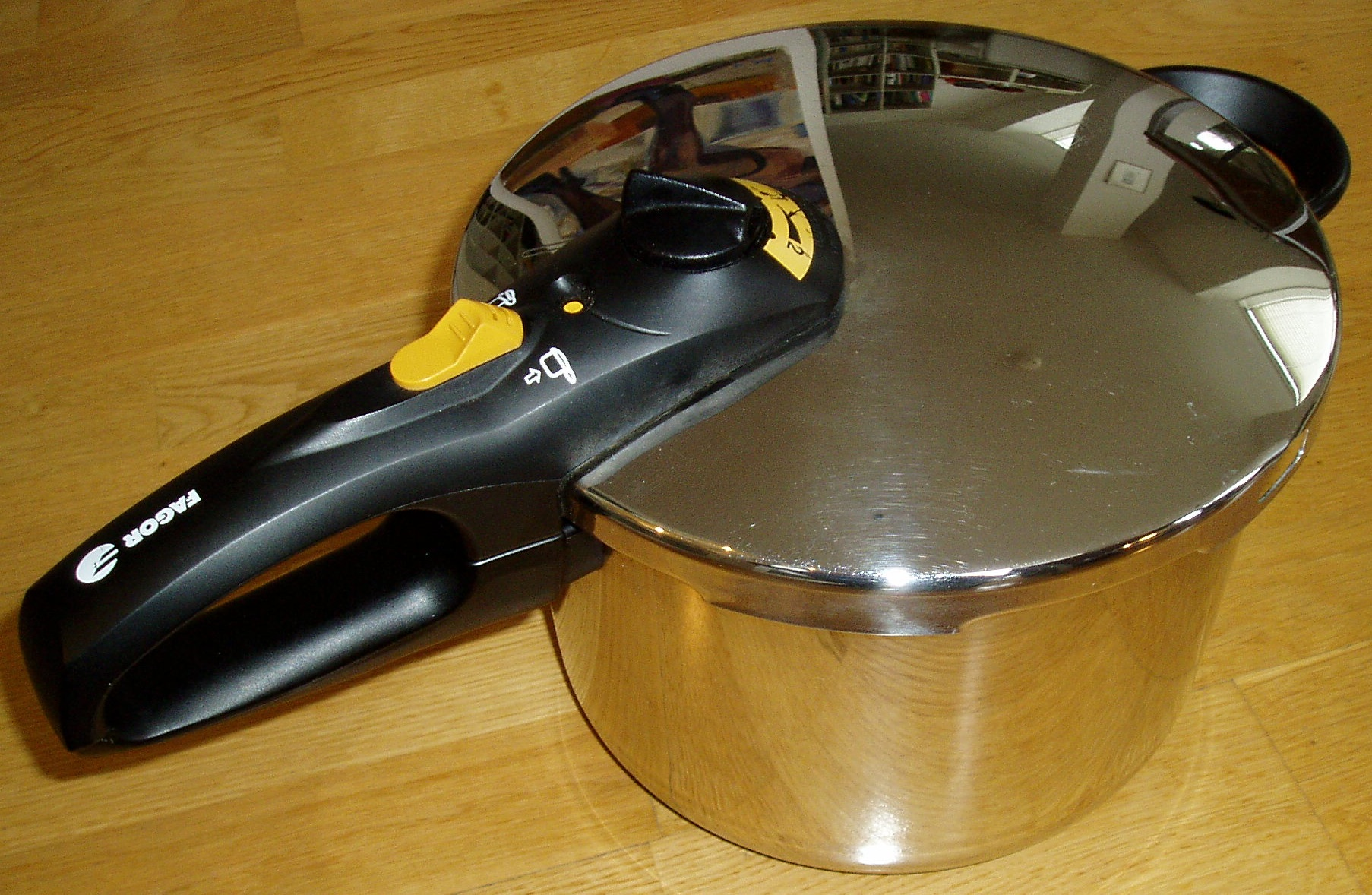
圧力鍋

圧力鍋（あつりょくなべ）とは、圧力調整機能が付いた鍋（圧力釜（）とも）。密封した容器を加熱し、大気圧以上の圧力を発生させて、内容物に含まれる水の沸点を高めることで、食材を通常より高い温度と圧力の下で、比較的短時間で調理することを目的とした調理器具である。
圧力調整には通常金属製のおもりなどが使われることが多い。圧力源のほとんどに、内容物の水分に由来する水蒸気の圧力を利用するため、調理にはある程度以上の水分を要する。

## 歴史
1679年、フランスの物理学者ドニ・パパンが、気圧と沸騰の研究の派生物として「steam digester」という蒸気圧を利用した調理器を発明した。
ただし、「steam digester」は調理器というより調理設備に近い大型の器具であり、以後250年間、圧力調理器は業務用の大型器具のままであった。
1938年、アメリカのアルフレッド・ビッシャーが、それまでの業務用の大型圧力鍋とは一線を画する家庭用の「自動密封鍋」を特許出願した。そして第二次世界大戦が勃発して野菜の缶詰が軍需優先となり、各家庭で野菜を滅菌調理・保存する必要が生じたことによって「自動密封鍋」は全米に普及し、そして戦後アメリカ風の生活様式が世界に広まるのに合わせて全世界に普及した。
日本においては、これに先行し、戦前から玄米食が推奨されたのに合わせて、玄米を柔らかく食べやすく炊くことができる圧力釜が国産化されて普及が始まっていた。またこのことから、1980年代ごろまでは圧力「鍋」ではなく飯を炊く圧力「釜」と呼ぶことが多かった。
また1953年には、日本古来の釜の原理を応用し、蓋の重量だけで密閉と圧力を保つ簡易で扱いやすい（ただし、圧力釜ほどの高圧は保てない）「無水鍋」が、広島アルミニウム工業によって開発され、普及した。

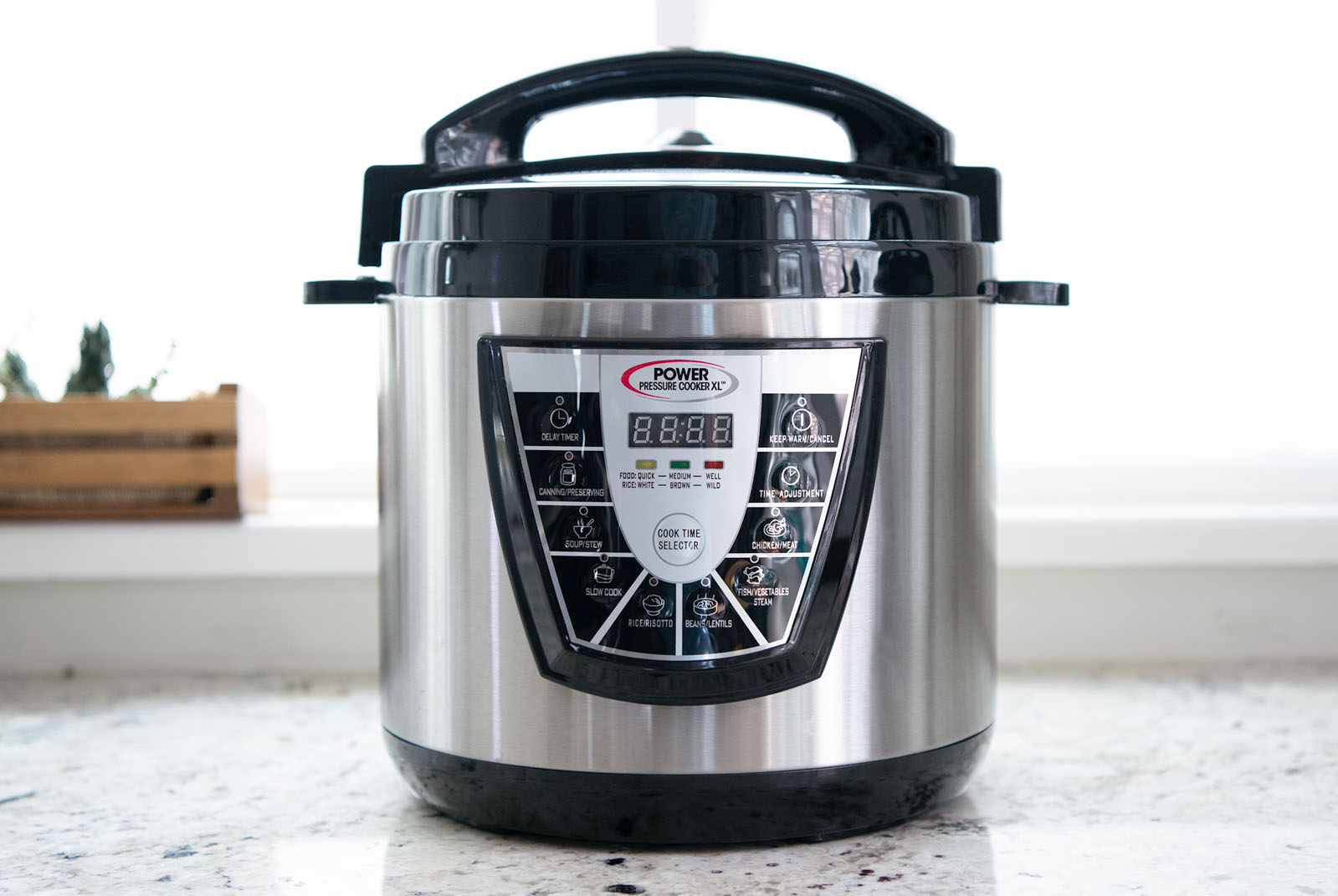

1977年には、当時の松下電器産業（現パナソニック）が電気圧力鍋を発売。自動で簡単かつ短時間で調理できるのが特長で、日本では共働き世帯を中心に人気を博している。
圧力鍋は、しばしば登山者が高い高度での低い気圧を補償するために用いられる。補償しない場合、水は100℃に到達する前に沸騰するため、ダーウィンのビーグル号航海で述べられたように、食材を十分な温度で加熱調理できなくなる。このため、穀類などはデンプンのアルファ化が進まず消化が悪くなるほか、殺菌が不十分になる危険性もある。以上のような問題を解決する目的で使われてきた歴史がある。

## 調理の特徴と利点
圧力鍋は鍋と蓋を密封する構造になっており、加熱で圧力がかかる仕組みである。水の沸点は圧力が高くなるにつれて上昇するため、内部の温度は沸騰の前であっても100℃以上となる。鍋の種類などによって差異はあるが、およそ2気圧で120℃、圧力の高いものは2.45気圧で128℃程度になる。この高温や高圧により、野菜類ならば細胞壁が早く破壊され、肉類ならタンパク質や繊維が早く分解されるため、短時間で調理することが可能となる。調理時間は3分の1から4分の1になる。例えば、刻みキャベツは1分、新鮮な緑豆は5分、小から中サイズのじゃがいも（200gまで）は約5分、丸ごとの鶏肉は25分以下となる。長時間の蒸し煮、とろ火での煮込みの効果を短い時間でシミュレーションするためにも用いられる。加熱時、中の具材は踊らず、通常の鍋で煮るよりも動きが静かで少ない。これらの要素によって、加熱時間が少なくて済むため、大きな食材によく火を通しても煮くずれがおきにくい利点もある。また、一般の鍋で煮るよりも少量の水で調理できるため、食材に含まれる水溶性の栄養成分を食材外に流出させにくい。
さらに、プリンや茶碗蒸しを圧力鍋で調理すると「す（小さな泡）」が立ちにくいという利点もある。高圧により沸点が上昇するため、卵の蛋白質が凝固する約80℃の段階では蒸気由来の細かい気泡が発生せず、表面や内部に穴が開きにくい。
圧力鍋は高圧に耐える必要があるため、過去には厚さ1センチ以上もあるような肉厚のアルミダイキャストで製作されていた。現在までに技術の進歩により、厚さ5ミリ以下のステンレスやアルミ合金のプレス成型品が主流となってきている。2010年代に入ると電子レンジで調理するための合成樹脂製のものも発売されている。
一方、大肉厚の製品には、熱伝導がゆるやかであるため煮汁の少ない調理や圧力をかけずに炒め物に用いても通常の鍋やフライパンに比べ焦げ付きが少ないという副次的な利点も持つ。また、密閉により放熱が少ないので、鍋の中が高温になったらすぐに火を止め、余熱だけで調理を進めるということもよく行われる。この仕組みに特化したものに保温調理鍋がある。薄肉の製品は軽量で、価格もかつては万円単位であったものが数千円からと安価になったが、大肉厚によるメリットは失われる。

## 弁の構造
圧力鍋は一般に2種類の弁を備えている。
調圧弁
通常、圧力鍋には小さな穴が開いたパイプなどが付いていて、その上におもりが載せられた構造の調圧弁を持つものが多い。鍋の圧力が高くなると蒸気がおもりを押し上げて、蒸気を逃がす仕組みになっている。これにより、おもりの重さと蒸気圧のバランスによって圧力が一定に保たれる。食材や調理法に応じて複数の内圧を選択できるように、異なる重さの複数のおもりが用意されている圧力鍋も多い。
2014年現在では調圧をバネの力で行うスプリング式の製品が売れ筋となっている。おもり式に比べ噴出音が静か、ワンタッチで加圧度を調節できるなどのメリットがあるが、弁の構造が複雑になるため詰まった場合のメンテナンス性で劣り、価格も高くなる。
安全弁
主に蓋に取り付けられている安全弁は、内部の圧力が安全な領域を超過した時に蒸気を逃がし鍋の爆発破裂事故を防ぐものである。鍋の内圧は調圧弁が調整するが、その働きが悪く内圧が危険な領域に近づいた場合に作動する。その役割から、作動圧力は調圧弁より高い。多くの場合、蒸気の圧力によりおもりの付いたストッパーを押し上げ、圧力を逃がす。その他に、しばしば低融点合金の栓で穴を固くふさいだ予備の圧力開放機構（可溶栓）が付属している。内部の温度（ひいては圧力）が高くなり過ぎると、その金属の栓が溶けて圧力を開放する仕組みになっている。

## 使用方法と注意点
圧力鍋を用いた調理は基本的に、加熱・加圧・蒸らし・減圧の、計4つの段階がある。加熱して圧力調整用のおもりが蒸気で動き始めるまでの時間が加熱時間、そのあとやや火力を絞って、圧力をかけ続けるのを加圧時間、加熱を終えて放置するのを蒸らし時間と呼ぶことが多い。そして最後の工程が圧力調整弁のおもりを外すなどして、圧力を逃がす減圧作業となる。通常これら4つの工程を足したものが調理時間とされ、キッチンタイマーなどで計りながら調理を進めていく場合と、電気式など自動制御される場合がある。
調理後に弁を操作して減圧を始める際、止まっていた沸騰が圧力の低下とともに再開して蒸気が発生することもあるので、減圧中の弁から噴出する蒸気でやけどしないよう、取り扱いには注意が必要となる。蓋を開ける際には、十分に減圧して圧力を開放できていないと、高温の内容物が蓋ごと上方に噴出して室内に勢いよく飛び散り、高温の蒸気や高温の飛散した食品を体に浴びてやけどしたり、蓋が激しい勢いで体にぶつかって大怪我をする可能性がある。このため、内圧が高い間は蓋を開くハンドルにロックがかかるなどの安全機構が付いている。早く圧力を開放するには鍋に水をかける方法があるが、安全弁から汁などが吹き出す可能性がある。鍋を水につけて冷やす方法もあるが、ステンレス製のものは熱伝導の関係から鍋底などを歪ませる可能性もある。また、鍋と蓋の隙間にあるパッキンは消耗品で、これが劣化すると蒸気が噴出したり蓋が吹き飛ぶ危険性がある。
以上のように圧力鍋の取り扱いには特に注意すべき事項が存在する。日本では鍋一般が家庭用品品質表示法の適用対象となっており雑貨工業品品質表示規程で取扱い上の注意の表示義務が定められているが、特に圧力鍋については表示すべき事項を追加して定めている。
調理の原理上、加圧のために十分な水分と空間が鍋の中になければならない。このため、豆類など水分を吸収してふくれるものは入れる量に気をつけなければいけない。日本の雑貨工業品品質表示規程では「なべに三分の二（ただし、豆類にあっては三分の一）以上内容物を入れて使用しない旨」を表示義務としている。また、牛乳のように加熱すると泡立って膜を形成して吹きこぼれやすくなる食材や、カレーやシチューなどの粘性が高い食材、練り物が大きく膨らむおでんなどは、蒸気の通り道を塞いだり、流れを妨げて安全弁の動作を狂わせ、内部の圧力を異常に高くしてしまう危険性があるため、取扱説明書に従った注意が必要である。日本の雑貨工業品品質表示規程では特に「重曹を直接入れる料理をしない旨」と「多量の油を入れて使用しない旨」を表示義務としている。
このほか日本の雑貨工業品品質表示規程では「加熱状態では衝撃を与えない旨」及び「使用中又は使用後は無理にふたを開けない旨」を表示義務としている。
予め蒸気を逃がす弁の清掃などの手入れを行って、常に蒸気の通り抜けを正常に保っておく必要もある。
以上のように危険性もある調理器具であることから、日本国内において販売されている家庭用圧力鍋は消費生活用製品安全法の特定製品（国の定める技術基準への適合をメーカーや輸入業者が保証する製品）に2000年10月から指定されており、PSCマークを付けた製品でなければ日本で販売することはできない。それでも圧力鍋起因の事故が発生しており、2000年以降2009年時点の累計で死者1人、重傷11人、軽傷22人が出ているため、経済産業省は圧力鍋・釜に新たな安全規制を2010年9月に設ける方針とした。

### 温度と調理について
単に高温で加熱するためだけであれば、水で調理するということを考えなければ、他にも調理法がある。例えば食用油で揚げるなどである。日本国内で販売されているPSCマーク付きの家庭用圧力鍋は、付属の取扱説明書へ多量の油と重曹の使用は危険につき禁止の表記をすることが義務づけられており、そのような用途を想定した仕様になっていない。部品の耐油性や耐熱性が保証されておらず、劣化を早めたり破裂する危険があるほか、揚げ物を入れて沸き立った時の油の最大量が鍋の規定量を超えるような多量の油を使用したり、弁をふさぐほど大きく膨らむようなものを揚げる行為は危険を伴う可能性がある。
食材によっておいしさを増す調理温度は変わるので、100℃以下で調理することが望ましいとされる食材の調理には向かない。また前述のとおり、加熱中はフタを開けることができないので、「灰汁をとりながら煮込む」必要のある素材を調理する場合も、これに対応する工夫が必要とされる。

### ゲージ圧と絶対圧
一般に地表付近の大気圧を1気圧と絶対圧で表記することが多いが、圧力鍋の圧力表記は、工業の分野でよく使われる、大気圧＝0気圧とするゲージ圧が用いられていることが多い。圧力鍋の仕様（調圧弁の表記）に記載されている圧力がゲージ圧であると、料理レシピなどの表記が例えば絶対圧1.8気圧の場合、調圧設定は0.8気圧とするなど読み替える必要がある。

## 爆発物への応用
生活用品から簡単に高性能爆弾を作れるため、世界各地のテロリストによって即席爆発装置の殺傷力を強化する目的で使用されることがある。アメリカだけでも2013年のボストンマラソン爆弾テロ事件や、2016年のニューヨークの爆発事件の爆発物にも用いられた。このため捜査当局では、危険物と同様視することがあり、空港内で圧力鍋を所持していただけの外国人男性が身柄を拘束された例がある。